# Мещовськ
Мещо́вськ (рос. Мещо́вск) — місто в Росії, районний центр Мещовського району Калузької області. Розташований у центрі області на річці Турея, за 85 км на південний схід від Калуги. Населення — 4036 мешканців (2014).

## Історія
Існує з XIII століття. Перша згадка — 1238 рік. В середньовічних літописах та джерелах раннього нового часу згадується як Мезчевськ, Мезецьк, Мезечеськ, Мещерськ. 
Був столицею Мезецького князівство, одного з Верховських князівств, що були васалами Великого князівства Литовського. 1503 року, внаслідок поразки під Ведоршою, увійшдл до складу Великого князівства Московського. Керувалося князями Мезецькими. 1584 року зазнало нападу Кримського ханства. 1617 року здобуте військами Речі Посполитої. 
1708 року приписане до Смоленської губернії Московського царства, а 1719 року — до Калузької провінції Московської губернії. Від 1776 року — отримав міські права, став центром Мещовського повіту Калузької губернії Російської імперії. З 1929 року — центр Мещовського району Сухініцького округу Західної області; з 1944 року — Калузької області. 
7 жовтня 1941 року окупований німецькою армією в ході німецько-радянської війни; 7 січня 1942 року відвойований радянськими військами.

## Населення
- 1856: 5300 мешканців
- 1926: 2700 мешканців
- 1959: 4939 мешканців
- 1992: 5400 мешканців
- 2006: 4400 мешканців
- 2014: 4036 мешканців

## Пам'ятки

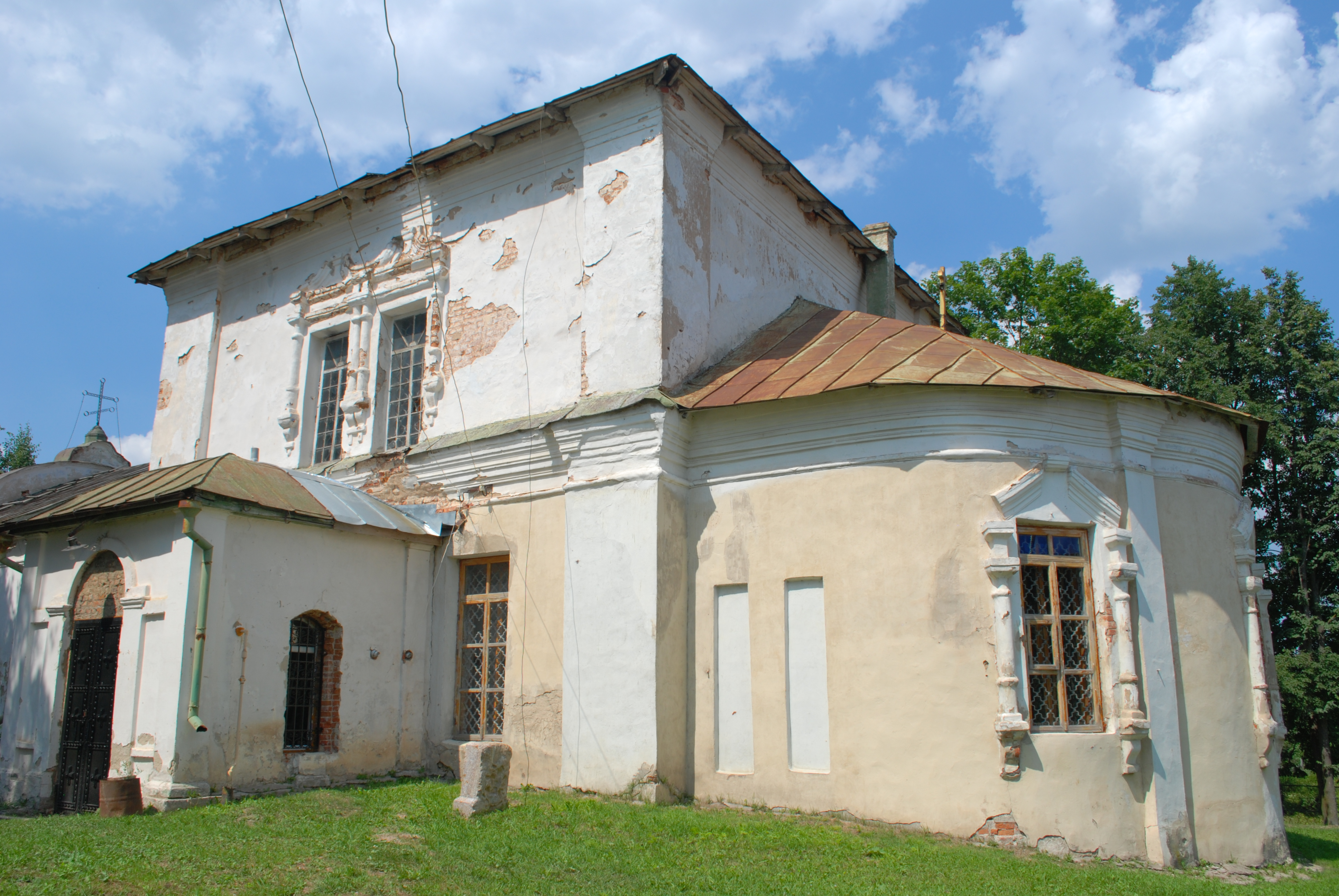
Руїни Церкви Благовіщення (1678)
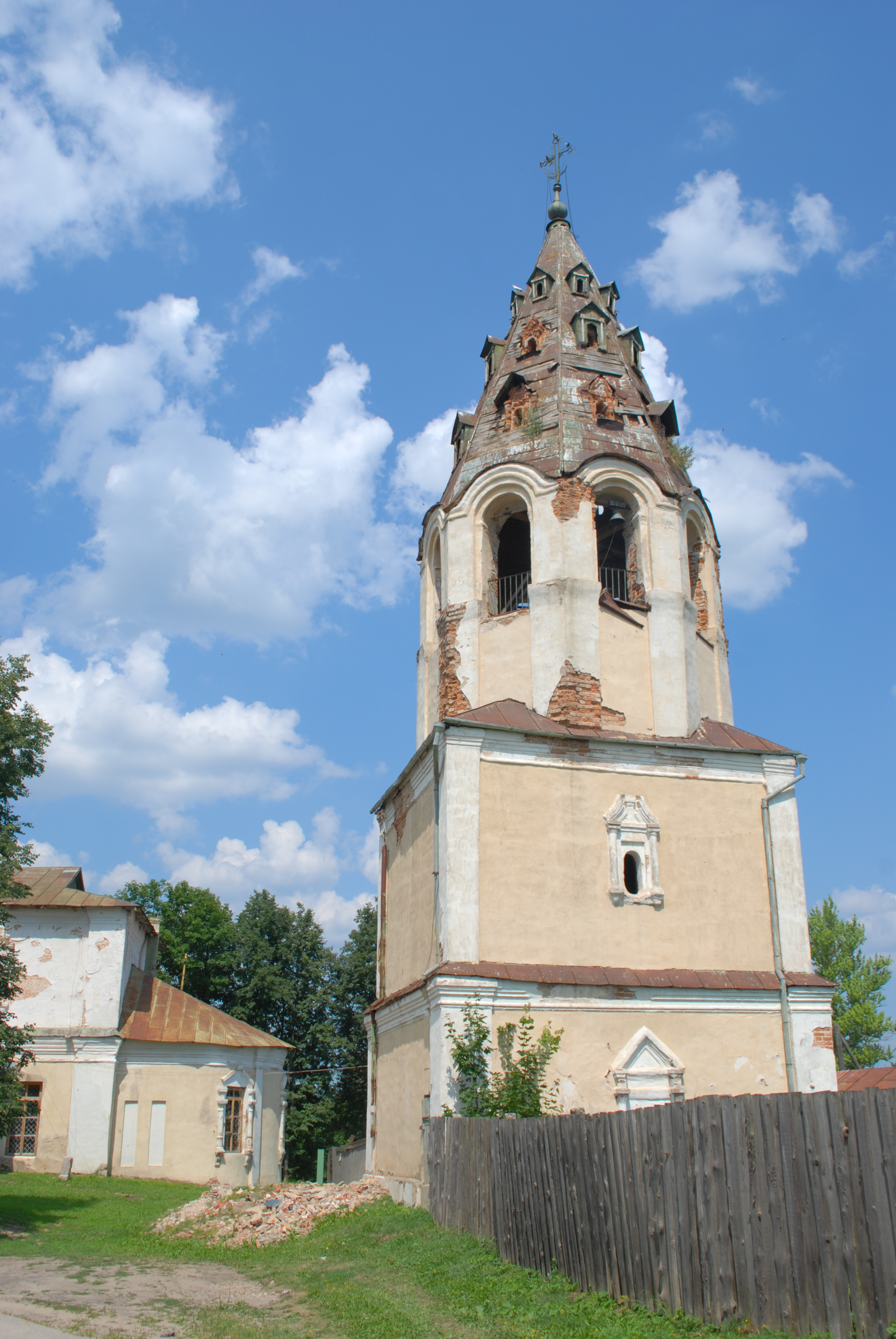
Дзвіниця Церкви Благовіщення

## Уродженці
- Плеве В'ячеслав Костянтинович (1846—1904) — міністр внутрішніх справ Російської імперії.